# Explosão do navio Vicuña
Uma forte explosão em um dos tanques do navio chileno BTG Vicuña, atracado no terminal da Cattalini Terminais Marítimos no Porto de Paranaguá (Paraná), ocasionou a morte de quatro tripulantes da embarcação enquanto esta descarregava metanol no terminal no dia 15 de novembro de 2004.
A explosão provocou também o vazamento de cerca de 290 mil litros de óleo diesel marítimo (armazenados no navio) no mar, o qual atingiu toda a baía das cidades paranaenses de Paranaguá, Antonina e Guaraqueçaba, causando impacto ambiental e social na região.
É considerado um dos piores desastres ambientais do litoral paranaense, sendo estimado por especialistas como 30 vezes maior do que o vazamento no oleoduto Olapa da Petrobras de 2001, que atingiu a mesma região.

## Ocorrido
O navio BTG Vicuña, de propriedade da empresa Sociedad Naviera Ultragas, estava descarregando uma carga de 11 mil toneladas de metanol quando a explosão iniciou. Segundo o laudo pericial, o da justiça, um dos tanques originou o acidente durante a operação de descarga. Conclui-se também que haviam graves irregularidades de manutenção no navio e até não-conformidades relacionadas às bombas de descarga.
Após a explosão, o meio da embarcação afundou, enquanto a proa e popa permaneceram queimando fora d'água. Cerca de cem policiais e técnicos ambientais atuaram no rescaldo do incidente, sendo utilizadas também quatro barcaças com canhões de água e espuma para resfriar o que restou do navio. Dezenas de moradores da região tiveram suas casas danificadas pelo impacto do deslocamento de ar após o evento.

## Consequências
O vazamento de óleo combustível do navio para o mar, afetou as águas paranaenses ao atingir cerca de 170 quilômetros da costa do estado, além de atingir quatro unidades de conservação: Parque Nacional do Superagui, Estação Ecológica de Guaraqueçaba, Parque Estadual da Ilha do Mel e Estação Ecológica da Ilha do Mel.
Assim, o Ibama e o Instituto Ambiental do Paraná proibiram as atividades de pesca na região por cerca de dois meses, afetando as comunidades de pescadores do entorno, que puderam receber o auxílio de seguro-desemprego do Ministério do Trabalho. Estes mesmos órgãos ambientais também autuaram em R$50 milhões, após laudo pericial, cada uma das empresas responsáveis pela embarcação e pelo terminal portuário: a Sociedad Naviera Ultragas e a Cattalini Terminais Marítimos, respectivamente. Também, a Administração dos Portos de Paranaguá e Antonina (Appa) foi multada no valor de R$1 milhão, uma vez que seu plano de emergência adotado após o evento foi considerado insuficiente. A empresa Cattalini conseguiu recurso na justiça e teve redução da multa para o valor de R$5 milhões em 2008, valor que foi convertido na construção do Aquário Marinho de Paranaguá pela empresa, inaugurado dez anos após o acontecimento acidental.